# Vilém Dušan Lambl
Vilém Dušan Lambl (5. prosince 1824 Letiny – 25. února 1895, Varšava) byl český biolog, lékař, průkopník moderního dětského lékařství v českých zemích a politický aktivista.

## Životopis
Narodil se v Letinech u Plzně. Vystudoval gymnázium v Plzni a posléze v Praze. Poté na Univerzitě Karlově studoval slovanské jazyky a medicínu u prof. Treitze. Již za studií hojně překládal z jihoslovanských jazyků. Stejně tak ještě za studií psal články do Časopisu českého musea. Prosadil v českém prostředí užívání pojmu řasy namísto slova žabinec, které razil Jan Svatopluk Presl. Studia se mu ale protáhla kvůli politické aktivitě a angažmá v revolučním dění roku 1848, na straně liberálů. Stal se tehdy členem Národního výboru a výboru Slovanské lípy. Spřátelil se s Karlem Havlíčkem Borovským a přispíval do jeho Národních novin. Promoval v roce 1851. Politiky se vzdal ve prospěch vědy, ale jeho širší zájmy prozrazuje kupříkladu spis Evropa v ohledu národopisném. Bádal na univerzitě a objevil přitom výrůstky na srdečních chlopních, které se pak nějaký čas nazývaly Lamblovy výrůstky. Roku 1856 se habilitoval jako vůbec první soukromý docent patologické anatomie a histologie na Karlově univerzitě. Poté se stal lékařem v Dětské nemocnici císaře Františka Josefa. Zde jako první na světě v roce 1859 popsal bičíkovce ve stolici dětí s dysenterií. Nazval ho Cercominas intestinalis, v roce 1888 jméno na Lamblia intestinalis změnil zoolog Émile Blanchard (1819–1900). V roce 1915 byl druh přejmenován na Giardia lamblia americkým zoologem C. W. Stilesem (1867–1941) na počest Lambla a francouzského biologa A. M. Giarda (1846–1908).
V roce 1860 získal Vilém Dušan Lambl profesuru na Univerzitě v Charkově. Později působil i na univerzitě ve Varšavě, kde také zemřel.
Vilém Lambl si vzal za manželku Rusku Evženii Edelbergovou a později spolu měli dvě dcery, Olgu, provdanou Glowaczki, a Natašu, která po dlouhé nemoci zemřela jako malá při letním pobytu v Čechách.

### Vztah s Boženu Němcovou
V roce 1851 se Lambl seznámil Boženu Němcovou, kterou během její nemoci ošetřoval. Patřil ke spisovatelčiným literárním důvěrníkům, podporoval její slovanské uvědomění a byl lékařem celé její rodiny. Intimní vztah Němcové s Lamblem trval od podzimu 1851 do jara 1853.